# ماتيا كيجمان
ماتيا كيزمان (مواليد 12 أبريل 1979 في بلغراد - يوغوسلافيا) لاعب كرة قدم صربي سابق، لعب لصالح نادي الدرجة الأولى باريس سان جيرمان الفرنسي منذ 2008 في مركز المهاجم بالإضافة إلى أندية مختلفة.

## روابط خارجية
- ماتيا كيجمان على موقع ميوزك برينز (الإنجليزية)
- ماتيا كيجمان على موقع الاتحاد الدولي (مؤرشف)  (الإنجليزية)
- ماتيا كيجمان على موقع الاتحاد الأوربي (الإنجليزية)
- ماتيا كيجمان على موقع اتحاد تركيا (لاعب) (الإنجليزية)
- ماتيا كيجمان على موقع رابطة كرة القدم الفرنسية للمحترفين (الإنجليزية)
- ماتيا كيجمان على موقع قاعدة بيانات كرة القدم.إي يو (الإنجليزية)
- ماتيا كيجمان على موقع بيانات كرة القدم. دي إي (الألمانية)
- ماتيا كيجمان على موقع ليكيب (الفرنسية)
- ماتيا كيجمان على موقع ناشيونال فوتبول تيمز (الإنجليزية)
- ماتيا كيجمان على موقع Soccerbase.com (لاعب) (الإنجليزية)
- ماتيا كيجمان على موقع Soccerway.com (الإنجليزية)